# Рид, Роберт Уильям
Роберт Уильям Рид (англ. Robert William Read, 1931 — 2003) — американский ботаник.

## Биография
Роберт Уильям Рид родился в 1931 году.
Рид проводил свою научную деятельность в Национальном музее естественной истории при Смитсоновском институте.
В 1975 году был президентом Ботанического общества Вашингтона.
Роберт Уильям Рид умер в 2003 году.

## Научная деятельность
Роберт Уильям Рид специализировался на семенных растениях.

## Почести
В его честь были названы следующие виды растений: Justicia readii T.F.Daniel & Wassh., Coccothrinax readii H.J.Quero,
Cynanchum readii (Schltr.) R.A.Howard, Ornithogalum readii (Baker) J.C.Manning & Goldblatt и 
Prasophyllum readii D.L.Jones & D.T.Rouse.